# Инерещат
Инерещат (на немски: Innere Stadt, в превод Вътрешен град) е първият окръг на Виена. Той представлява Стария град на Виена, а до 1850 г. Инерещат е бил това, което се е наричало Виена. Виенчани го наричат просто Erster (първи). Под Инерещат се разбира точния център на Виена.
Населението му е 16 321 жители (по приблизителна оценка от януари 2019 г.).

## Забележителности
- Албертина
- Императорски театър
- Улица „Грабен“
- Дворец „Хофбург“
- Имперска крипта
- Улица „Кертнер“
- Природоисторически музей и Музей на историята на изкуствата
- Църква „Мария ам Гещаде“
- Църква „Свети Петър“
- Църква „Свети Руперт“
- Шотландско абатство
- Катедрала „Свети Стефан“
- Виенска ратуша
- Чумна колона
- Параклис „Свети Вергилий“
- Виенска държавна опера
- Градски парк

През 2001 г. историческият център на виена е обявен за част от Световното културно наследство на ЮНЕСКО.